# Eleccions al Parlament Europeu de 2019 (Hongria)
Les Eleccions al Parlament Europeu de 2019 es van celebrar el 26 de maig per escollir els 21 escons hongaresos del Parlament Europeu.

## Resultats
| Partit | Partit                               | Vots      | Vots   | Escons  | Escons |
| Partit | Partit                               | Vots      | %      | Escons  | +/-    |
| ------ | ------------------------------------ | --------- | ------ | ------- | ------ |
|        | Fidesz-KDNP                          | 1 824 220 | 52,56% | 13 / 21 | 1      |
|        | Coalició Democràtica                 | 557 081   | 16,05% | 4 / 21  | 2      |
|        | Moviment Momentum                    | 344 512   | 9,93%  | 2 / 21  | Nou    |
|        | Partit Socialista Hongarès – Diàleg  | 229 551   | 6,61%  | 1 / 21  | 2      |
|        | Jobbik                               | 220 184   | 6,34%  | 1 / 21  | 2      |
|        | Moviment La Nostra Pàtria            | 114 156   | 3,29%  | Nou     | -      |
|        | Partit Hongarès del Gos de dues cues | 90 912    | 2,62%  | Nou     | -      |
|        | La Política pot ser diferent         | 75 498    | 2,18%  | 0       |        |
|        | Partit Hongarès dels Treballadors    | 14 452    | 0,42%  | 0       | -      |
| Total  | Total                                | 3 470 566 | 100    | 21      |        |